# Оцеро
Оцѐро (на италиански: Ozzero, на западноломбардски: Osér, Озер) е село и община в Северна Италия, провинция Милано, регион Ломбардия. Разположено е на 107 m надморска височина. Населението на общината е 1480 души (към 2010 г.).